# Odelmo Leão
Odelmo Leão Carneiro Sobrinho ComMM (Uberaba, 26 de maio de 1946) é um político brasileiro filiado ao Progressistas (PP), foi prefeito de Uberlândia no decorrer de quarto mandatos. Por Minas Gerais, foi deputado federal durante cinco mandatos e secretário da Agricultura.
De 2003 a 2004, ocupou o cargo de Secretário de Estado da Agricultura de Minas Gerais. Em 2004, se candidatou nas eleições municipais para prefeito de Uberlândia, e disputou o segundo turno com o candidato João Bittar (PL). Venceu as eleições com 152.981 votos (53,45%) enquanto seu adversário obteve 133.210 votos (46,54%).
Em 2008, foi reeleito com 188.581 votos (59%), no primeiro turno.
É vice-presidente do PP no diretório do Estado de Minas Gerais e no diretório Nacional.
Em 2016, foi novamente eleito prefeito de Uberlândia, com 72,05% dos votos válidos, enquanto o ex-prefeito Gilmar Machado sai com apenas 10,28% de votos apurados.
Em 2020 é reeleito prefeito de Uberlândia, com 70,47% dos votos válidos, derrotando outros 8 postulantes ao executivo uberlandense em primeiro turno e conquistando seu quarto e último mandato.

## Biografia
Odelmo Leão nasceu em Uberaba, no dia 26 de maio de 1946. Filho de Olavo Leão Carneiro e de Maria Aparecida Mendes.
Odelmo Leão cresceu em Uberlândia e parte de sua vida foi criado pela avó Hilda no Município de Uberlândia.
Durante o período entre os anos de 1960 e 1968, Odelmo Leão atuou como bancário, primeiramente no Banco Lavoura do Estado de Minas Gerais, e, posteriormente, no Banco do Triângulo Mineiro.
Foi membro da União dos Estudantes Secundaristas de Uberlândia – UCMG, órgão que atuava em defesa dos estudantes.
Em 1964 participou de movimentos sindicais.
Foi presidente do Sindicato Rural de Uberlândia.
Esteve ao lado de Rondon Pacheco, Virgílio Galassi e Paulo Ferolla.
Foi vice-presidente da Federação da Agricultura de Minas Gerais, atuando também na presidência.

## Deputado federal
Eleito deputado pela primeira vez aos 44 anos. Com 30 dias de mandato, passou a ocupar a Presidência da Comissão de Agricultura e Política Rural. Nesta mesma época, foi relator do Projeto que regulamentou a Reforma Agrária.
Em seu primeiro mandato como deputado federal, em 1991, Odelmo pertencia ao Partido da Reconstrução Nacional (PRN), que fora criado por Fernando Collor. Embora filiado ao partido do presidente, Odelmo votou favorável à abertura do processo de impeachment. 
Ainda que fosse vice-líder do PRN, no ano de 1993, Odelmo decidiu deixar o partido, momento em que se filiou e foi um dos fundadores do Partido Progressista (PP).
Em 1997, Odelmo foi admitido pelo presidente Fernando Henrique Cardoso à Ordem do Mérito Militar no grau de Comendador especial.
No ano de 2002, venceu novamente as eleições para o cargo, contudo, não terminou o respectivo mandato. Odelmo licenciou-se do cargo, com o objetivo de ocupar a Secretaria de Agricultura, Pecuária e Abastecimento do Estado de Minas Gerais, em que governava Aécio Neves. No ano de 2004, renunciou o cargo com o intuito de candidatar-se à prefeitura da cidade de Uberlândia. Uma vez que conseguiu a vitória nas eleições (2005 - 2008) e a reeleição ao cargo de prefeito (2009 - 2012), Odelmo somente retornou à Câmara dos Deputados em 2015.
Indicado por oito anos consecutivos, como Líder de seu partido, liderou políticos importantes, como Ministro Delfim Neto, Ministro Roberto Campos, Ministro Francisco Turra, Ministro Pratini de Morais e Ministro Dornelles.
Odelmo foi considerado por diversos anos pelo Departamento Intersindical de Assessoria Parlamentar (DIAP), “Um dos Cem Cabeças do Congresso Nacional”.
Foi também destacado por órgãos de Imprensa (Folha de S.Paulo, O Estado de Minas e a Revista Veja) [carece de fontes?].

## Prefeito deUberlândia
Em 2005, foi prefeito de Uberlândia pela primeira vez.
Em 2008, se recandidatou para a prefeitura de Uberlândia e foi reeleito, iniciou o segundo mandato na cidade em 2009.
Em 2016, se candidatou novamente para a prefeitura de Uberlândia, sendo eleito com 72,08% dos votos para um mandato de 4 anos.
Em 2020, se reelege em primeiro turno com 70,47% dos votos válidos, para o seu quarto mandato a partir de 2021.